# Frisk bris
Denna artikel behandlar tidskriften Frisk bris. För sjötermen se vindstyrka
Frisk bris är en svenskspråkig båttidskrift som ges ut i Finland. Tidningen grundades 1899 och är därmed Nordens äldsta ännu kontinuerligt utkommande tidskrift i genren. Nuvarande chefredaktör är sedan 2022 Fredrik Eriksson. Tidningens förläggare är Tuulimedia Ab. 
Tidningen grundades av journalisten och seglaren Axel Söderlund. Den utkommer för närvarande med sex nummer om året, fyra på våren och två på hösten, och strävar att behandla båtsport ur ett brett perspektiv, omfattande allt från nostalgiska träbåtar till dagens topputrustade  kappseglingsbåtar. Även marinhistoriska artiklar återkommer regelbundet.  Upplagan uppgår till cirka 2 000 exemplar.